# Jesús Méndez (giocatore di baseball)
Jesús Méndez (Caracas, 14 giugno 1963) è un ex giocatore di baseball venezuelano.

## Biografia
Iniziò a giocare a nove anni. Nel 1980 partecipò ad un torneo giovanile mondiale assieme a Oswaldo Guillén, finendo entrambi come titolari della formazione. Guillén però ottenne un contratto, mentre Méndez continuò a giocare come dilettante.
Si segnalò successivamente in una edizione della Liga de Verano per la sua media battuta, che gli valse un provino con le Tigres de Aragua. Con loro giocò per 13 stagioni, guadagnando il titolo di miglior esordiente dell'anno nel 1985-86 e miglior battitore (68) nella stagione 1991-92.